# Neferu III
Neferu III (fl. XX secolo a.C.) è stata una regina egizia della XII dinastia.
Fu una figlia del faraone Amenemhat I (1994 a.C. - 1964 a.C.), sposa e sorella di Sesostri I (1964 a.C. - 1919 a.C.) e madre di Amenemhat II (1919 a.C. - 1885 a.C.).
Neferu III è una dei quattro figli conosciuti di Amenemhat I. Andò in sposa al proprio fratello Sesostri I, ed è l'unica sua consorte nota con certezza: è menzionata come tale in uno dei capolavori della letteratura egizia: Le avventure di Sinuhe. Il suo nome appare su frammenti di iscrizioni provenienti dalla piramide del padre a El-Lisht e nella cappella che suo figlio fece erigere in memoria di Sesostri I, a Serabit el-Khadim. Una piramide fu costruita nel complesso sepolcrale di Sesostri I, a Serabit el-Khadim, per accogliere i resti di Neferu III, ma è probabile che sia stata inumata a Dahshur, accanto a suo figlio Amenemhat II. 

## Titoli
- Regina consorte d'Egitto
- Figlia del re
- Sposa del re
- Madre del re